# BMW N53
Der BMW N53 wurde im Jahr 2007 mit dem LCI (Life Cycle Impulse / Modellüberarbeitung) des BMW E60 erstmals produziert. Er zählt zur 14. und gegenwärtig letzten Generation von BMWs Reihensechszylinder-Saugmotoren.
Die wichtigsten Neuerungen gegenüber dem Vorgängermodell BMW N52 sind die Benzin-Direkteinspritzung und eine Benzinverbrauchsreduzierung durch Magerbetrieb mit Schichtladung im Teillastbereich. Der Magerbetrieb bedingt einen erhöhten Stickoxidausstoß (NOx), der Einsatz eines speziellen NOx-Speicherkatalysators ist deshalb zwingend. Die Wirkungsweise eines NOx-Speicherkatalysators erfordert schwefelarmen Kraftstoff.
Wegen der hohen Schwefelkonzentrationen im Treibstoff, der in den USA und Australien verkauft wird, bietet BMW den Motor in diesen Ländern nicht an.
Der Motorblock besteht aus einer Magnesium-Legierung.

## Vergleich N52

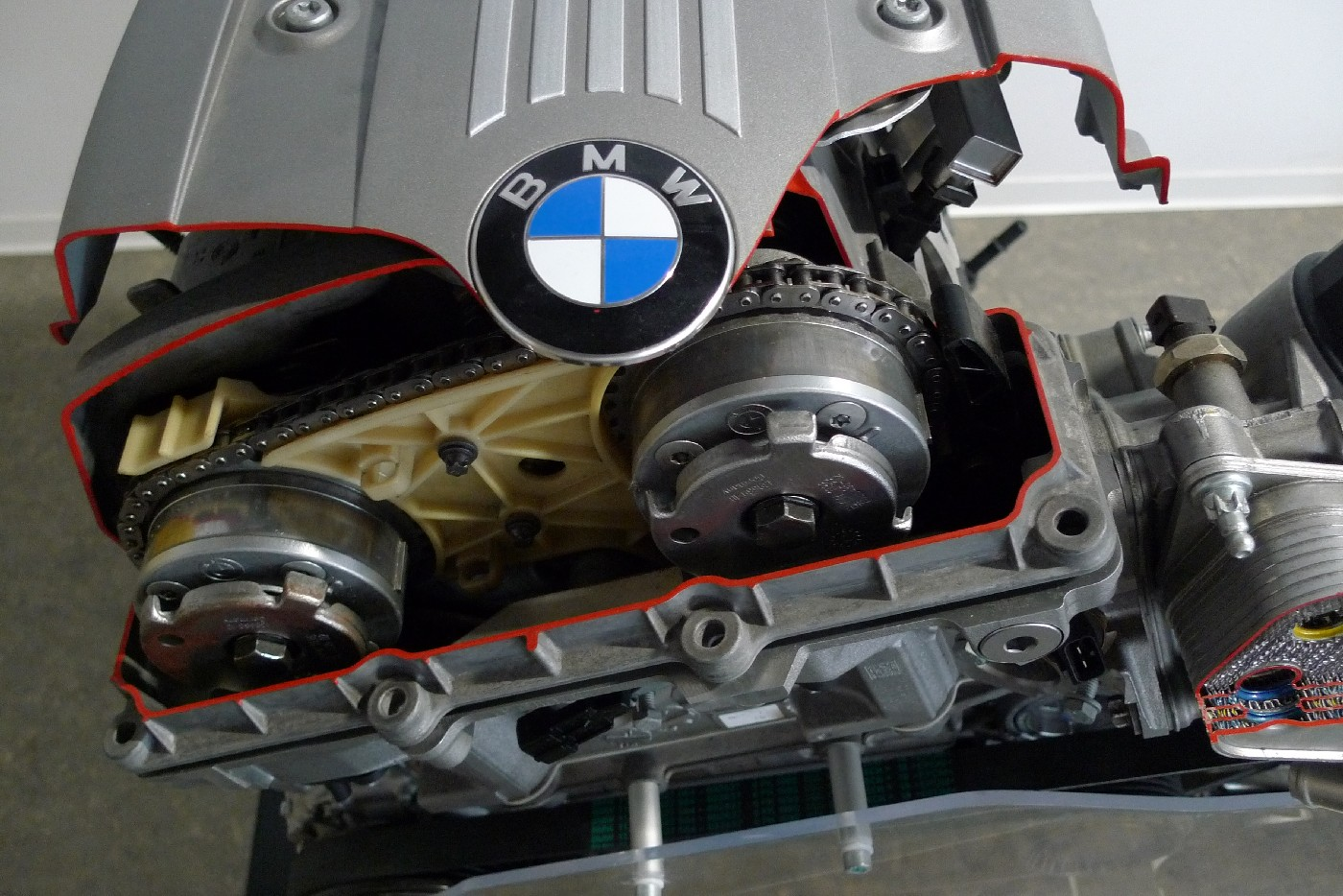
Double-VANOS, wie beim N52

Im Unterschied zum Vorgänger N52 benutzt der N53 Benzindirekteinspritzung mit piezo-elektrischen Ventilen, wobei Schichtladung eingesetzt wird.
Das Verdichtungsverhältnis wurde von 10,7 auf 12.0:1 erhöht.
Wie der Vorgänger auch hat der N53 Doppel-VANOS zur Nockenwellenverstellung, jedoch keine Valvetronic, da hierfür nicht genug Platz war.
Die Bohrung und der Hub blieben gegenüber dem N52 wiederum unverändert mit 82 mm × 78,8 mm beim N53B25 beziehungsweise 85 mm × 88 mm beim N53B30.
Auch wurden wieder Zylinder-individuelle vollelektronische coil-on-plug Zündspulen eingesetzt.

## Daten
| Motortyp | Hubraum  | Bohrung × Hub   | Leistung bei 1/min       | Drehmoment bei 1/min | Maximaldrehzahl | Jahr    |
| -------- | -------- | --------------- | ------------------------ | -------------------- | --------------- | ------- |
| N53B25   | 2497 cm³ | 82 mm × 78,8 mm | 140 kW (190 PS) bei 6300 | 235 Nm bei 3500–5000 | 6500 min−1      | 2007    |
| N53B25UL | 2497 cm³ | 82 mm × 78,8 mm | 140 kW (190 PS) bei 6100 | 240 Nm bei 3500–5000 | 6500 min−1      | 03/2007 |
| N53B30   | 2996 cm³ | 85 mm × 88 mm   | 150 kW (204 PS) bei 6100 | 270 Nm bei 1500–4250 | 7000 min−1      | 2009    |
| N53B30   | 2996 cm³ | 85 mm × 88 mm   | 160 kW (218 PS) bei 6100 | 270 Nm bei 2400–4200 | 7000 min−1      | 2007    |
| N53B30   | 2996 cm³ | 85 mm × 88 mm   | 190 kW (258 PS) bei 6600 | 310 Nm bei 2600–5000 | 7000 min−1      | 2009    |
| N53B30   | 2996 cm³ | 85 mm × 88 mm   | 200 kW (272 PS) bei 6700 | 320 Nm bei 2750–3000 | 7000 min−1      | 2007    |

## Verwendung
N53B25
- 140 kW
  - 2007–2010 BMW E60/E61: 523i

N53B30
- 150 kW
  - 2009–09/2011 BMW F10: 523i
- 160 kW
  - seit 2007 BMW E90/E91/E92: 325i, 325xi
  - seit 2007 BMW E93: 325i
  - 2007–2010 BMW E60/E61: 525i, 525xi
- 190 kW
  - 2010–2011 BMW F10: 528i
- 200 kW
  - 2007–2010 BMW E63: 630i
  - 2007–2010 BMW E60/E61: 530i, 530xi
  - seit 2007 BMW E93: 330i
  - seit 2007 BMW E90/E91/E92: 330i, 330xi
  - von 09/2011 bis 07/2013 BMW F10: 530i